# Aage Højland Christensen
Aage Højland Christensen (8. maj 1902 i Aalestrup – 10. august 1961 i Aarhus) var en dansk officer og modstandsmand.
Han var søn af grosserer Carl Johan Christensen (død 1952) og hustru Marie f. Christensen (død 1934), blev student fra Ordrup Gymnasium 1920, sekondløjtnant 1924 og premierløjtnant samme år. Han avancerede til kaptajnløjtnant 1932 og blev fuldmægtig i Krigsministeriet 1936 og kaptajn i artilleriet 1937.
Højland Christensen blev i januar 1944 af den såkaldte lille generalstab indsat i Frihedsrådets M-udvalg. Den trak ham imidlertid hurtigt ud igen på grund af uenighed om Hærens forhold til opbygningen af ventegrupper, der skulle afvente en allieret invasion. Officerer som Højland Christensen, der var loyale over for modstandsgrupperne, blev opfattet med skepsis fra mere egenrådige folk som Svend Schjødt-Eriksen og Viggo Hjalf. Han organiserede derefter grupper i provinsen for modstandsorganisationen Ringen, hvor han sad i hovedledelsen og samarbejdede med Frode Jakobsen. I november 1944 blev Højland Christensen chef for den illegale Region III (Syd- og Sønderjylland), som han med stor dygtighed reorganiserede. Hans dæknavne var: Thygesen, Peter Jensen, ingeniør Thygesen, Poul Møller, Jørg.
Han blev oberstløjtnant af artilleriet 1945, souschef ved Jydske Division 1945, chef for artilleriets befalingsmandsskoler 1946, stabschef ved Sjællandske Division 1949, ved Østre Landsdelskommando 1950, oberst 1952 og chef for Jydske Luftværnsregiment 1953, for 2. feltartilleriregiment (Sjællandske Artilleriregiment) 1955.
1958 blev han generalmajor, chef for region VI og Københavns kommandant. Højland Christensen forbød i en dagsbefaling fra marts 1960 uniformeret militært personel at besøge fire restauranter i København. Anledningen blev angivet som, "at en betydelig del af det værnepligtige personel, der færdes i Københavns garnison, har søgt omgang med homosexuelle". Restauranterne var:
- Bycaféen, Lavendelstræde 12
- Centralhjørnet, Kattesundet 18
- Can-Can, Larsbjørnsstræde 12 og
- Fortuna, Fortunstræde 3.

1960 blev Højland Christensen chef for Vestre Landsdelskommando, hvor han dog kun nåede at være et år, idet han døde i 1961. Inden da var han – især i forbindelse med general Viggo Hjalfs injuriesøgsmål mod Land og Folk – blevet inddraget den offentlige debat om hærledelsens forhold under besættelsen
Han var blevet Ridder af Dannebrog 1946, Dannebrogsmand 1950 og Kommandør af Dannebrog 1959. Han er begravet på Ordrup Kirkegård.